# Stazione di Casteldaccia
La stazione di Casteldaccia è una stazione ferroviaria posta sulle linee Palermo-Messina, Palermo-Agrigento e Palermo-Catania, a servizio dell'omonimo comune.